# Oissel-sur-Seine
 Oissel-sur-Seine  es una población y comuna francesa, en la región de Alta Normandía, departamento de Sena Marítimo, en el distrito de Rouen y cantón de Saint-Étienne-du-Rouvray.

## Historia
La comuna se denominó Oissel hasta el 9 de enero de 2025.

## Demografía
| 9962 | 9949 | 10 501 | 11 712 | 11 444 | 11 053 |
| Para los censos de 1962 a 1999 la población legal corresponde a la población sin duplicidades (Fuente: INSEE [Consultar]) |      |        |        |        |        |